# حد شمال-جنوب
يستخدم مفهوم الشمال العالمي والجنوب العالمي (أو تقسيم الشمال والجنوب في سياق عالمي) لوصف مجموعة من البلدان على أساس الخصائص الاجتماعية والاقتصادية والسياسية. يستخدم مصطلح الجنوب العالمي غالبًا لتحديد البلدان ذات الدخل المنخفض على جانب ما يسمى خط التقسيم، وتدعى البلدان في الجانب الآخر بلدان الشمال العالمي (تكون غالبًا مكافئة للبلدان المتقدمة). على هذا الأساس، لا يشير المصطلح بطبيعته إلى جنوب جغرافي؛ إذ يقع معظم الجنوب العالمي جغرافيًا في نصف الكرة الشمالي. 
قدم المصطلح كما تستخدمه المنظمات الحكومية والتنموية أول مرة كبديل أكثر انفتاحًا ومجرد من القيم لـ«العالم الثالث»، وبالمثل لـ«تحسين» المصطلحات مثل البلدان النامية. وُصفت بلدان الجنوب العالمي بأنها حديثة التصنيع أو في طور التصنيع، ولديها غالبًا تاريخ من الاستعمار.
يرتبط الشمال العالمي بالعالم الغربي -باستثناء اليابان وكوريا الجنوبية وسنغافورة وتايوان- في حين يتوافق الجنوب إلى حد كبير مع البلدان النامية (التي كانت تسمى سابقًا «العالم الثالث») والعالم الشرقي. تعرف المجموعتين غالبًا عن طريق المستويات المختلفة للثروة، والتنمية الاقتصادية، وعدم المساواة في الدخل، والديمقراطية، والحرية السياسية والاقتصادية، على النحو المحدد في مؤشرات الحرية. تميل الدول التي تعتبر عمومًا جزءًا من الشمال العالمي إلى أن تكون أكثر ثراءً وأقل تفاوتًا؛ وهي دول متقدمة، وأكثر ديمقراطية بطبيعتها، وتصدر منتجات مصنعة متطورة تقنيًا. في حين تعد الدول الجنوبية عمومًا دول نامية فقيرة ذات ديمقراطيات أكثر حداثة وهشاشة وتعتمد كثيرًا على صادرات القطاع الأولي، وغالبًا ما تشترك في تاريخ من استعمار الدول الشمالية السابق لها. ولكن، غالبًا ما يواجه تقسيم الشمال والجنوب تحديًا.
من الناحية الاقتصادية، سيطر الشمال -الذي يضم ربع سكان العالم- منذ أوائل القرن الحادي والعشرين على أربعة أخماس الدخل المكتسب في أي مكان في العالم. تعد 90% من الصناعات التحويلية مملوكة للشمال وتقع فيه. وبالعكس، يتمتع الجنوب -الذي يضم ثلاثة أرباع سكان العالم- بإمكانية الوصول إلى خُمس الدخل العالمي. عندما تصبح الدول متطورة اقتصاديًا، فقد تصبح جزءًا من تعريفات «الشمال»، بغض النظر عن موقعها الجغرافي؛ وبالمثل، تعتبر أي دولة غير مؤهلة لتكون «متقدمة» في الواقع جزءًا من «الجنوب».

## التعريف

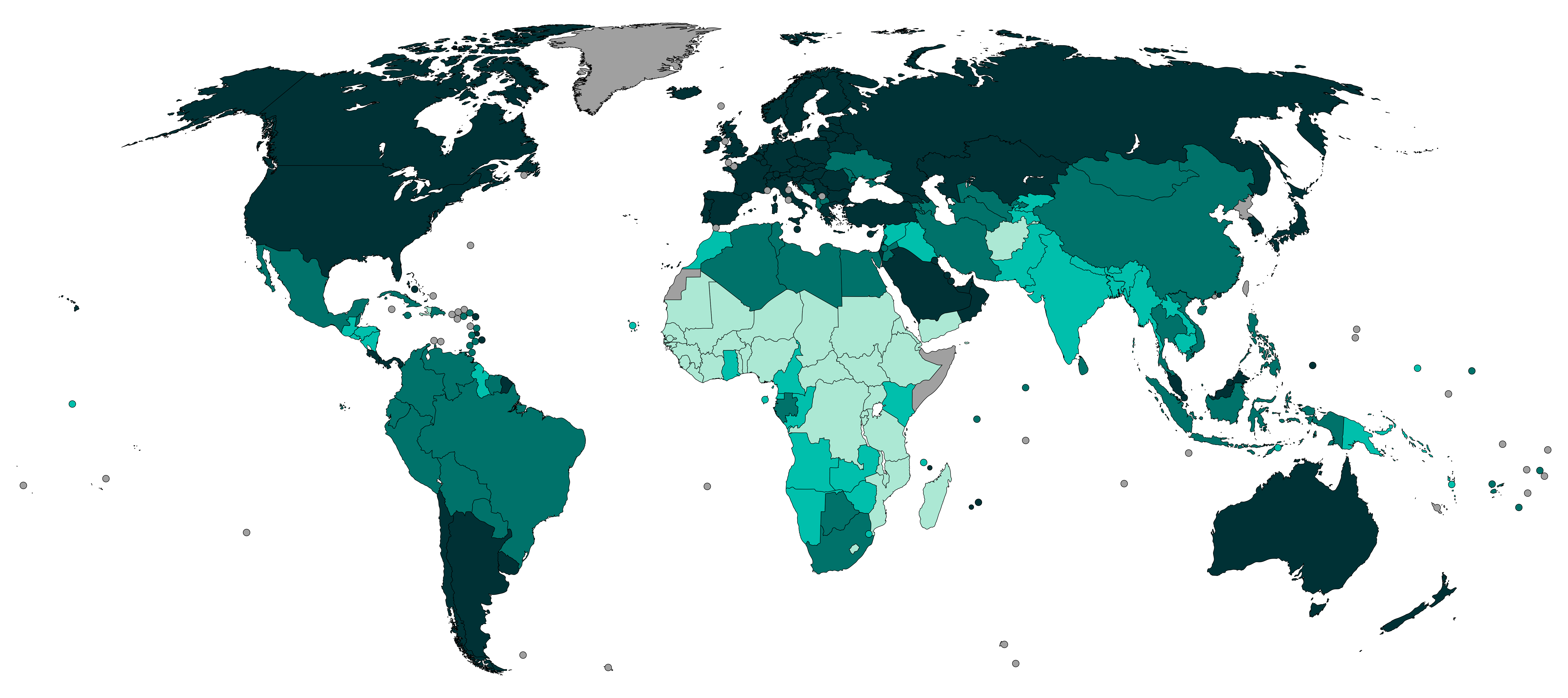
خريطة العالم تمثل فئات مؤشر التنمية البشرية (استنادًا إلى بيانات عام 2019 المنشورة في عام 2020).

لا يعتبر المصطلحان جغرافيان تمامًا، وليسا «صورة للعالم يقسمه خط الاستواء، فاصلًا البلدان الغنية عن نظيراتها الأفقر.» بل يجب فهم الجغرافيا على أنها اقتصادية ومتحركة، ويفهم العالم عن طريق «السياق الأوسع للعولمة أو الرأسمالية العالمية».
عمومًا، لا تعتبر تعريفات الشمال العالمي مصطلحًا جغرافيًا حصريًا، فهي تشمل دولًا ومناطق مثل أستراليا، وكندا، وكامل أوروبا، وروسيا، وإسرائيل، واليابان، ونيوزيلندا، وسنغافورة، وكوريا الجنوبية، وتايوان والولايات المتحدة. في حين يتكون الجنوب العالمي من أفريقيا، وأمريكا اللاتينية ومنطقة البحر الكاريبي، وجزر المحيط الهادئ والبلدان النامية في آسيا بما فيها الشرق الأوسط. ويعتبر عمومًا موطنًا للبرازيل والهند وإندونيسيا والصين، التي تعد، إلى جانب نيجيريا والمكسيك، أكبر الدول الجنوبية من حيث مساحة الأرض والسكان.
تقع الغالبية العظمى من بلدان الجنوب العالمي في المناطق الاستوائية أو بالقرب منها.
يستخدم مصطلح الشمال العالمي غالبًا بالتبادل مع مصطلح البلدان المتقدمة. وبالمثل، غالبًا ما يستخدم مصطلح الجنوب العالمي بالتبادل مع البلدان النامية.

## نظريات تشرح التقسيم
فسر التفاوت في التطور بين الشمال والجنوب أحيانًا من ناحية تاريخية. تتقصى نظرية التبعية أنماط العلاقات الاستعمارية التي استمرت بين الشمال والجنوب وتؤكد كيف نزعت المناطق المستعمرة إلى أن تكون أفقر بسبب تلك العلاقات. يؤكد منظرو هذه المدرسة أن اقتصادات الدول التي استُعمرت سابقًا تظل موجهة نحو خدمة الطلب الخارجي بدلاً من الطلب الداخلي، واتجهت أنظمة التنمية المنفذة في هذا السياق إلى إعادة تشكيل نفس التسلسل الهرمي الطبقي الواضح الموجود في البلدان الصناعية في البلدان المتخلفة مع الحفاظ على مستويات أعلى من الفقر. ترتبط نظرية التبعية ارتباطًا وثيقًا بالهيكلية في أمريكا اللاتينية، وهي المدرسة الوحيدة لاقتصاديات التنمية ناشئة في الجنوب العالمي ومنتسبة إلى معهد أبحاث وطني وتتلقى الدعم من البنوك الوطنية ووزارات المالية. عرّف الهيكليون التبعية على أنها عجز اقتصاد الدولة عن إكمال دورة تراكم رأس المال دون الاعتماد على اقتصاد خارجي. وبشكل أكثر تحديدًا، اعتبرت الدول الهامشية مصدرة أولية للموارد تعتمد على الاقتصادات الأساسية للسلع المصنعة. دفع هذا الهيكليون إلى الدعوة إلى سياسات التصنيع البديلة للواردات التي تهدف إلى استبدال الواردات المصنعة بمنتجات محلية الصنع.
تشرح الجغرافيا الاقتصادية الجديدة التفاوتات التنموية من ناحية التنظيم المادي للصناعة، وتزعم أن الشركات تميل إلى التجمع من أجل الاستفادة من وفورات الحجم وزيادة الإنتاجية ما يؤدي في النهاية إلى زيادة الأجور. يملك الشمال تجمعات أقوى من الجنوب، ما يجعل صناعاتها أكثر تنافسية. يُقال أنه عندما تصل الأجور في الشمال إلى حد معين، تصبح الشركات في الجنوب أكثر ربحية للعمل، ما يسمح ببدء التكتل.

### نظريات مرتبطة
يرتبط مصطلح الجنوب العالمي بالعديد من النظريات البحثية. نظرًا لأن العديد من البلدان التي تعتبر جزءًا من الجنوب العالمي استعمرتها بلدان الشمال العالمي أولًا، تعد في وضع غير مؤات لتتطور بنفس سرعة تطورها. يقترح منظرو التبعية أن المعلومات تتبع نهج تنازلي وتتجه أولًا إلى الشمال العالمي قبل أن تستقبلها بلدان الجنوب العالمي. رغم اعتماد العديد من هذه الدول على المساعدة السياسية أو الاقتصادية، يتيح هذا أيضًا فرصةً لتطوير تحيز المعلومات نحو الغرب وخلق تبعية أكاديمية. يصف مينيليو ليتونجوا الأسباب الكامنة وراء المشاكل المميزة لنظرية التبعية بقوله إن «السياق الأساسي للفقر والتخلف في بلدان العالم الثالث/الجنوب العالمي لم يكن تقاليدها، بل علاقة الهيمنة والتبعية بين الأغنياء والفقراء، والمقاطعات القوية والضعيفة.»
تسبب الحث على التحديث في الكثير من التبعية. بذلت الولايات المتحدة بعد الحرب العالمية الثانية جهودًا لمساعدة البلدان النامية ماليًا في محاولة لإخراجها من الفقر. سعت نظرية التحديث إلى إعادة تشكيل الجنوب العالمي في صورة وشبه العالم الأول/الشمال العالمي. بعبارة أخرى، «يمكن دفع المجتمعات نحو التحديث بسرعة عن طريق «استيراد» رأس المال التقني الغربي وأشكال التنظيم والعلوم والتكنولوجيا إلى البلدان النامية». ويمكن للدول وفقًا لهذه الأيديولوجية، طالما أنها تتبع الطرق الغربية، أن تتطور بشكل أسرع.[بحاجة لمصدر]
بعد محاولات التحديث، بدأ المنظرون في التشكيك في الآثار عن طريق وجهات نظر ما بعد التنمية. يحاول منظرو ما بعد التنمية شرح أنه لا يجب على جميع البلدان النامية اتباع الطرق الغربية. بل يجب عليها بدلًا من ذلك أن تضع خطط التنمية الخاصة بها. وهذا يعني أنه «يجب السماح للمجتمعات على المستوى المحلي أن تتبع طريقها الإنمائي كما تتصور دون تأثيرات رأس المال العالمي وغيرها من الخيارات الحديثة الأخرى، وبالتالي رفض الصيغة الكاملة من النموذج الأوروبي المركزي والدعوة إلى طرق جديدة من التفكير في المجتمعات غير الغربية». تتمثل أهداف ما بعد التنمية في رفض التنمية بدلًا من الإصلاح عن طريق اختيار تبني طرق غير غربية.

## أصل التسمية
عبارة الحد شمال/جنوب ظهرت سنة 1980 في التقرير الذي المعنون شمال-جنوب: برنامج من أجل البقاء للمستشار الألماني السابق فيلي برانت، وقد تم رسم خريطة التقسيم على غلاف الكتاب.

## الحدود الجغرافية
في الجزء الشمالي يوجد دول الثالوث (الاتحاد الأوروبي وأمريكا الشمالية واليابان وكوريا) وكذلك الدول الصناعية الجديدة:
- كندا والولايات المتحدة.
- الدول الأوروبية.
- تركيا.
- إسرائيل.
- كوريا الجنوبية، اليابان وتايوان.
- سنغافورة.
- أستراليا ونيوزيلندا.
- روسيا وكازاخستان.

## النقد
هذا الفصل مشكوك فيه ويتم نقده بشكل متزايد. لم يتم تغيير الخريطة ولم تتطور منذ سنة 1980، في حين أن مؤشر التنمية البشرية لعدة دول من الجنوب قد تطور كثيرا وسبق مؤشر تنمية عدة دول من الشمال، مثلا مؤشر التنمية البشرية لكل من الأرجنتين، الإمارات العربية المتحدة، تشيلي، كوبا، كوستاريكا، المكسيك، ليبيا، قطر وفنزويلا يفوقون الآن مؤشر التنمية البشرية لرومانيا وألبانيا وأوكرانيا.

كذلك البلدان الخمسة التي في طور النمو (روسيا، الصين، البرازيل، الهند، المكسيك) هم جميعا، باستثناء روسيا، يوجدون في الجزء الجنوبي، بينما هم في مرحلة نمو اقتصادي.